# Lisle-en-Barrois
Lisle-en-Barrois település Franciaországban, Meuse megyében. Lakosainak száma 28 fő (2022. január 1.). Lisle-en-Barrois Belval-en-Argonne, Les Charmontois, Les Hauts-de-Chée, Laheycourt, Louppy-le-Château, Rembercourt-Sommaisne, Sommeilles, Seuil-d’Argonne, Vaubecourt és Villotte-devant-Louppy községekkel határos.

## Népesség
A település népességének változása:
| Lakosok száma | 91   | 67   | 38   | 35   | 42   | 40   | 32   | 31   | 30   | 28   |
|               | 1968 | 1990 | 2006 | 2011 | 2015 | 2016 | 2018 | 2019 | 2021 | 2022 |